# Мерџимек
Мерџимек ћуфте (тур.  — „ћуфте од сочива”) су издашно предјело турске кухиње направљено од црвеног сочива и булгура. Као једна од намирница које симболизују важност турског гостопримства, често се служи на догађајима као што су чај у 5 сати и посебне прилике. На Блиском истоку је позната као кофта од сочива. Ово јело је посебно популарно у провинцији Адана. Ћуфте од сочива се праве од сецканог црвеног сочива заједно са парадајз пастом, финим булгуром, першуном, црним луком и другим биљем и зачинима. Пропорције састојака и врсте коришћених зачина могу се разликовати од региона до региона. 
Кување почиње тако што се сочиво прокува у води до конзистенције пиреа, а затим се додаје фино млевени булгур, који набубри од течности из куваног сочива, без додатног кувања. Затим се за укус додају лук пржени на маслиновом уљу, парадајз паста, зачини и зачинско биље. Ова мешавина се стисне у цилиндрични облик помоћу длана и служи уз салату и поврће. Мерјимек Кофтеси се може послужити и као ролат у пита хлебу са поврћем и тахини сосом, тада се зове фалафел од сочива.
Амерички институт за истраживање рака је 2015. године уврстио мерџимек на своју листу од 7 јела из кухиња широм света која се боре против рака. Сочиво и булгур, богати протеинима и дијеталним влакнима, смањују ризик од рака дебелог црева.